# Tinacrucis noroesta
Tinacrucis noroesta es una especie de polilla de la familia Tortricidae. 

## Descripción
La envergadura es de 29–37 mm.

## Distribución
Se encuentra en América del Norte, Arizona, Nuevo México, Chihuahua y Durango.